# Radschab
Der Radschab (arabisch رجب, DMG Raǧab) ist der siebte Monat des islamischen Kalenders bzw. Mondjahrs. Der Name ist von radschaba abgeleitet, was mit "respektieren" übersetzt wird; der Monat trägt den Beinamen al-fard, „der Einzige“.

## Geschichte
Ursprünglich war der Radschab der Monat, in dem den altarabischen Gottheiten aus Dankbarkeit für den Erhalt und die Vermehrung der Herden geopfert wurde und gleichzeitig ein günstiger Zeitpunkt, um auch für das kommende Jahr eben hierfür zu bitten. Der Besitzer der Herde musste ein Mutterschaf für jeweils 50 Schafe darbringen. Außerdem war es auch ein Monat des Friedens, in dem auf Kampfhandlungen und Überfälle verzichtet wurde, was dem Monat auch seinen Beinamen al-aṣamm (die Taube) einbrachte, aber auch al-aṣabb (das Ausgießen), weil die heidnischen Mekkaner daran glaubten, dass in diesem Monat die Barmherzigkeit ausströmen würde. Der Monat Radschab hatte damals noch viele weitere Beinamen wie zum Beispiel al-muʿallā (der Erhabene); es war außerdem eine Zeit der religiösen Übung und des Fastens. Lange Zeit bestand unter den islamischen Gelehrten ein Dissens darüber, ob die Traditionen und Praktiken dieses Monats auch von Muslimen weiter durchgeführt werden dürfen. Überliefert werden hierzu verschiedene Ahadith, in denen der Prophet diese billigte, in anderen jedoch aufhob. In der Schafi'itischen Rechtsschule wird die Verbotstradition dahingehend interpretiert, dass die in Radschab üblichen Opferungen nicht mehr obligatorisch seien.

## Bedeutung
Der Radschab ist im Islam der Monat der Himmelsreise des Propheten Mohammed (in der Nacht zum 27. Tag des Monats, siehe al-Isra) und ist einer der vier heiligen Monate im islamischen Mondkalender, galt jedoch schon in vormuslimischer Zeit als geheiligter Monat mit einer speziellen Bedeutung: So sollten während des Radschab keine Fehden ausgetragen werden. Die heiligen Monate zeichnen sich dadurch aus, dass eine Sünde in ihnen schwerwiegender zählt, hingegen eine gute Tat, ein Fastentag und Gebete mehr Belohnung zur Konsequenz haben, wie vom Prophetengefährten und Koran-Kommentatoren Ibn Abbas auch erklärt wird:

„(…) Er [Allah] hat die vier Monate für heilig erklärt (…) und die Sünden in ihnen als schwerwiegender [bestimmt] und die gute Tat und die Belohnung schwerwiegender [gemacht].“

Der Radschab gilt als ein günstiger Monat für die Durchführung der „kleinen Pilgerfahrt“ Umra. In der Lailat ar-raghā'ib zu Beginn des Monats wurde insbesondere im Osmanischen Reich der Empfängnis des Propheten gedacht. Für manche gelten der 11. und der 13. Tag des Monats als negative Tage.
In Kairo wurde Mitte des Monats der Zainab bint Ali gedacht, im Iran galt dieser Tag als „Tag der Öffnung“, an dem die Himmelspforte geöffnet wurde. Im indischen Raum wurde an einem beliebigen Freitag im Monat des Salar Masʿud gedacht.
Da der muslimische Kalender ein Mondkalender ist, verschiebt sich der Monatsanfang pro Jahr um elf Tage nach vorn. Im Laufe der Jahre durchläuft der Radschab daher alle vier Jahreszeiten.
Der Name des Monats ist auch als Vorname üblich (türkische Variante: Recep).